# Nampé Sadio
Pour les articles homonymes, voir Traoré et Sadio.
Nampé Sadio de son nom de naissance Nampé Sadio Traoré, né en 1980 à Kayes au Mali, est un chanteur, musicien, compositeur, instrumentaliste et Styliste malien,.

## Biographie

### Enfance et formation
Nampé Sadio est né en 1980 à Kayes au Mali. Originaire de Ségou, il est le fils du compositeur Sadio Traoré, ex-membre du groupe musical Super Biton de Ségou  et de la griotte Adiaratou Diagne, d’origine sénégalaise. Il fait ses études primaires et secondaires au Mali et obtient son Baccalauréat en 1999.

### Carrière
En 2004, Nampé Sadio sort son single Maman au rythme des instruments traditionnels, notamment le n'goni, la calebasse, la kora et le balafon en collaboration avec le producteur et arrangeur Olivier Kaba.
En 2005, il sort son premier album Maman et en 2009, son disque Tatounou parle de la crise économique malienne.

## Discographie

### Album
2005 : Maman
2009 : Degnoumani
2009 : Barikala

### Collaborations
Nampé Sadio a fait des collaborations avec des musiciens comme Salif Keita et Amadou et Mariam.

### Single
- Fada,
- Bouton Rouge,
- Bonbons,
- Bébé Kha love,
- Petit Désert,
- Amour Douman,
- Antonio Souare
- Hadja Saran kaba,
- Youssou N'Dour (Hommage)[6],[7].

### Clips
- 2022 : Amour Douman
- 2019 : Allez les aigles du Mali[8]
- 2013 : Mankene featuring Yeli fuzzo
- 2018 : IBK[9]
- 2018 : Sira Traoré[10]
- 2018 : Kany Dacko
- 2010 : Maman feat OXB
- 2018 : Seydou Nourou
- 2015 : Dakolo Style
- 2015 : ATT
- 2015 : Fada
- 2013 : IBK Mandé Massa

## Prix et reconnaissance
- 2005 :  Révélation des Tamani au Festival de Ségou.
- 2011 : Tamani du meilleur artiste masculin au Trophées de la musique au Mali.

## Galeries

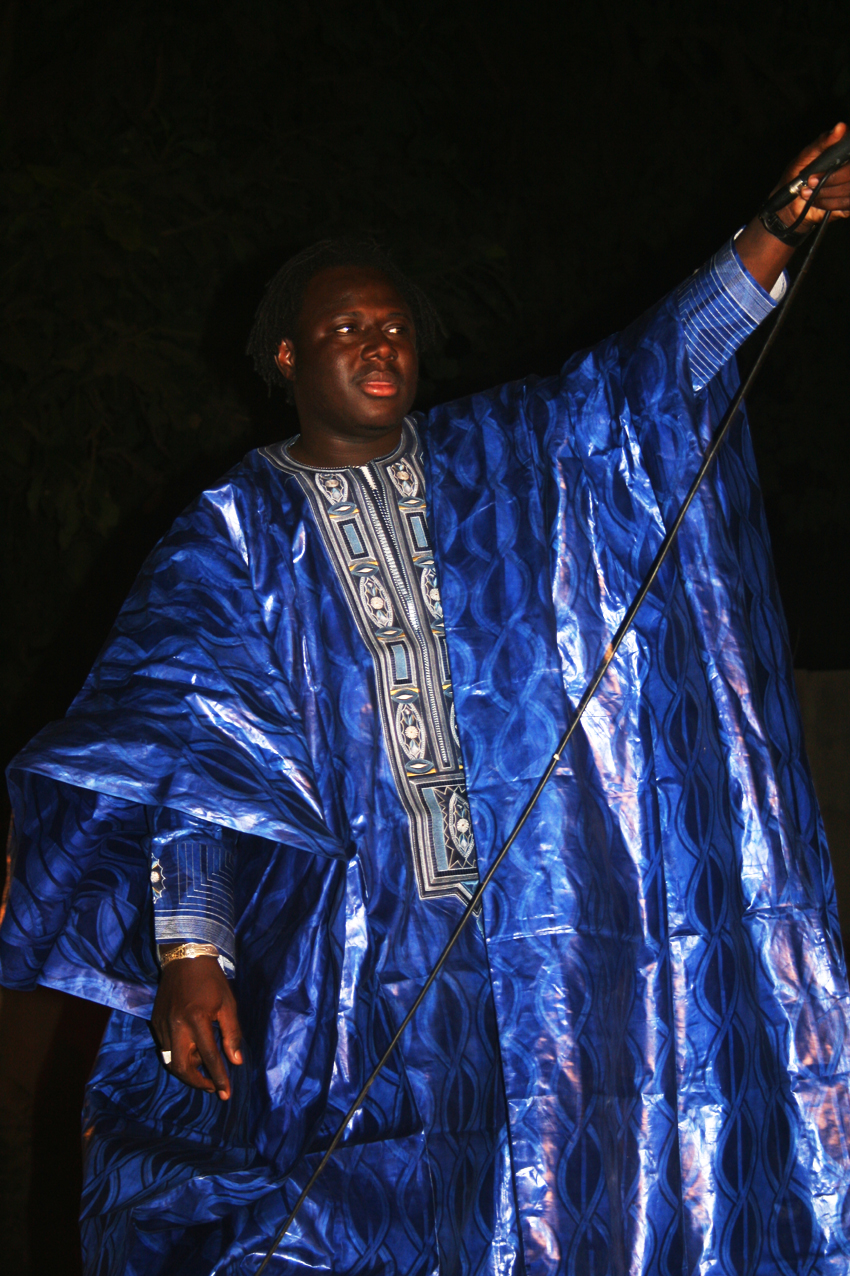
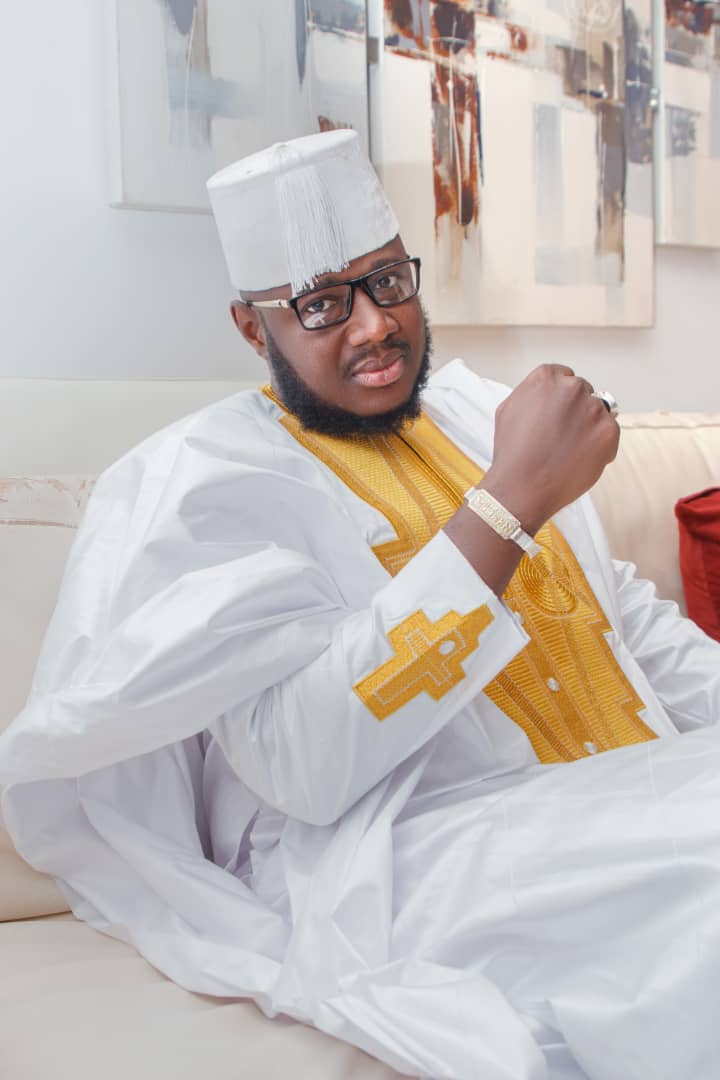
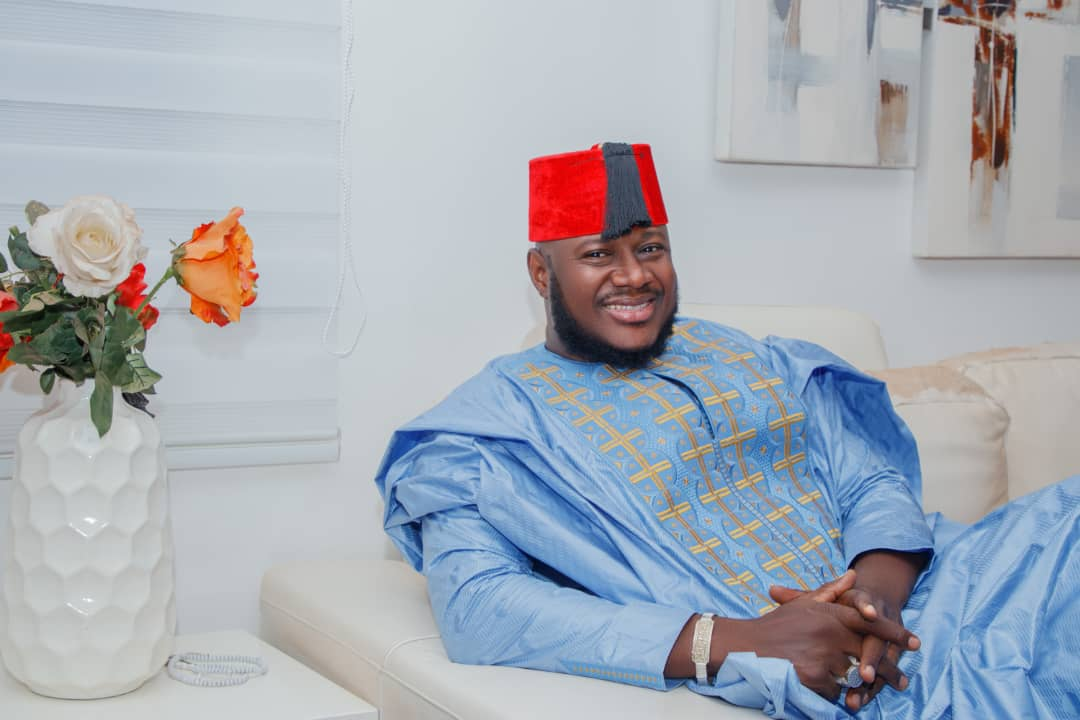
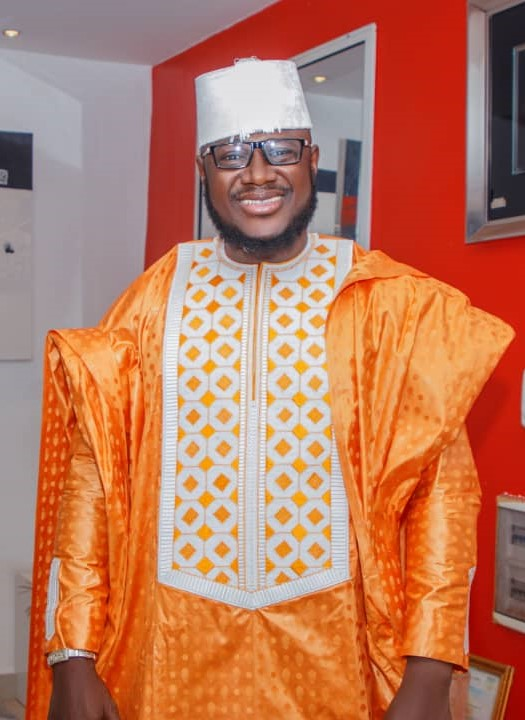